# Jesus Christ Superstar (1972, svenska)
Jesus Christ Superstar är en brittisk rockopera/musikal från 1971 om Jesu sista sju dagar, med musik av Andrew Lloyd Webber och libretto av Tim Rice. 
Verket släpptes ursprungligen som konceptalbum 1970, med bland andra Ian Gillan som Jesus, och framfördes som konsert i St. Paul's Cathedral den 27 oktober 1970. Den första scenversionen gjordes i USA, på Mark Hellinger Theatre, Broadway den 12 oktober 1971, och första scenuppsättningen i England hade urpremiär på The Palace Theatre i London, West End, den 9 augusti 1972. Den svenska urpremiären av rockoperan Jesus Christ Superstar ägde rum på Scandinavium i Göteborg, den 18 februari 1972. 

## Historia

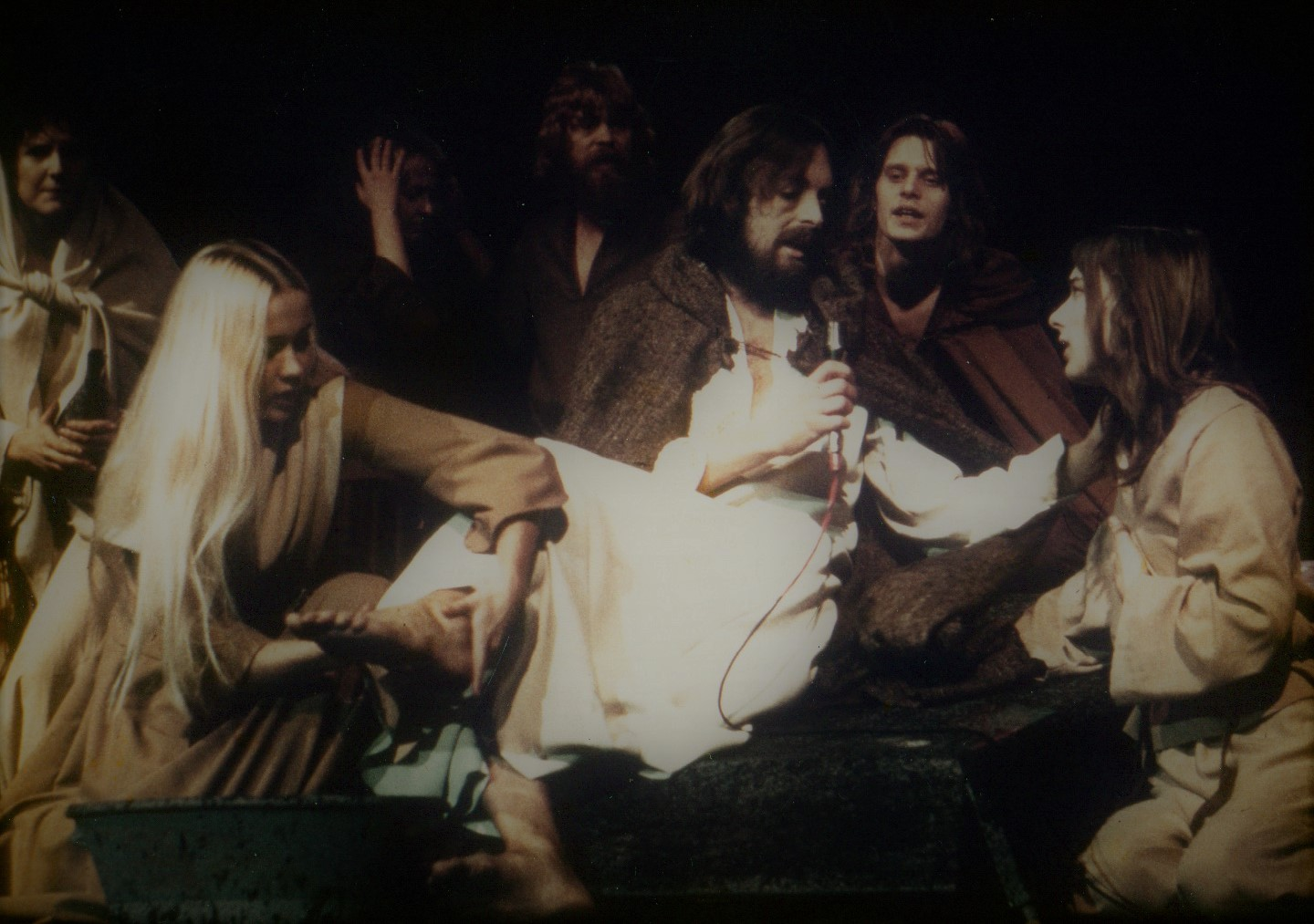
Jesus Christ Superstar på Scandinavium 1972. Agnetha Fältskog (Maria Magdalena), Peter Winsnes (Jesus), Stefan Ahlqvist (lärjunge) och Dan Tillberg (Simon).

### Rollbesättning och premiär
Den svenska urpremiären av rockoperan Jesus Christ Superstar ägde rum på Scandinavium i Göteborg, den 18 februari 1972. Arenan möjliggjorde 8500 publikplatser, och publiktrycket var stort. De nio föreställningarna satte svenskt publikrekord med 74 000 besökare. Översättningen till svenska gjordes av poeten Britt G Hallqvist.  
Sångaren och musikern Peter Winsnes från Göteborg gestaltade titelrollen som Jesus. Maria Magdalena spelades av Agnetha Fältskog, vilket inträffade ett år innan Abba bildades. Fältskog ersattes vid tre föreställningar av Titti Sjöblom och Adele Lipuma, och Jesus sjöngs vid två tillfällen av ersättaren Jon Wijk. Arne Jansson spelade Judas, Bernt Henziger Pontius Pilatus, Herodes gestaltades av Örjan Ramberg och Simon Ivraren av Dan Tillberg.  
I uppsättningen på Scandinavium medverkade Stefan Ahlqvist, Leif Axel, Elisabeth Barkstedt, Susanne Bentov, Lars-Åke Bly, Ylva Bång, Åke Drougge, Helena Engqvist, Leif Eriksson, Kersti Fernström, Kerstin Fält, Agnetha Fältskog, Per-Olof Glans, Gunnar Hahn, Tommy Hansson, Bernt Henziger, Linda Hermansson, Funny Holmerin, Gert Honnér, Arne Jansson, Inga Jansson, Hasse Jenbratt, Lena Junoff, Carmen Larsson, Rolf Levin, Adele Lipuma, Bengt Lundblad, Bo Maniette, Helena-Maria Melkersson, Håkan Mohede, Moa Myrén, Marianne Mörck, Lars Nellde, Leif Nordeke, Anita Nyman, Thomas Paulsson, Jan Petrus, Björn Pousette, Örjan Ramberg, Leif Robertz, Göran Runfelt, Carl-Johan Sacklén, Karin Samuelson, Titti Sjöblom, Eva Skanselid, Anita Svensson, Dennis Svensson, Dan Tillberg, Jon Wijk, Peter Winsnes.  
Orkestern leddes av kapellmästaren och dirigenten Peder Kragerup. Rockorkestern bestod av Bo Winberg (gitarr), Bengan Karlsson (gitarr), Rune Carlsson (trummor), Kjell Jansson (bas), Jan Forslund (saxofon) och Peter Wiberg (piano). Under turnén tillkom musikerna Johan Dielemans (trummor), Göran Lagerberg (gitarr), Ulf Andersson (saxofon). Dessutom medverkade ytterligare 25 musiker, däribland violinisten Ronnie Hartley.  
Regissör för den svenska uppsättningen var Roger Sullivan, koreograf var Rhonda Coullet, båda från USA. Scenograf och kostymör: Sören Breum, körinstudering: Torben Kjaer, båda från Danmark. Producenter för Jesus Christ Superstar i både Sverige och Danmark var svenske teaterförläggaren och producenten Lars Schmidt samt de danska producenterna Richard Stangerup och Yngve Östergaard.   

### Turné
Rockoperan åkte efter Göteborgsföreställningarna på turné till Örebro och Sundsvall, med Bruno Wintzell som Jesus, Lars-Åke Bly som Judas, Titti Sjöblom som Maria Magdalena och Jon Wijk som ersättare för Jesus. Vid föreställningarna i Stockholm, som på Johanneshovs isstadion avslutade turnén, fortsatte Titti Sjöblom i rollen som Maria Magdalena, och Bruno Wintzell som Jesus. Peter Winsnes, som innan den svenska urpremiären hade gestaltat Jesus i den danska uppsättningen av Jesus Christ Superstar på Falkoner Teatret i Köpenhamn, återvände efter Göteborgsföreställningarna till den danska uppsättningen i Köpenhamn, och fortsatte där sin ytterst framgångsrika rolltolkning som Jesus. Den danska dagstidningen Politiken krönte Peter Winsnes till "Super-Superstar".

### Bakgrund
Agnetha Fältskogs dåvarande pojkvän Björn Ulvaeus hade hört talas om den kommande svenska uppsättningen, och föreslog för Agnetha Fältskog att provsjunga för rollen som Maria Magdalena. Producenterna tvekade till en början i valet mellan Agnetha Fältskog och Titti Sjöblom, på grund av respekt för Titti Sjöbloms berömda mor, folkkära och högaktade hovsångerskan Alice Babs. Agnetha Fältskog fick dock den kvinnliga huvudrollen Maria Magdalena. Titti Sjöblom gjorde två föreställningar på Scandinavium, medan matinén på Scandinavium sjöngs av ersättaren Adele Lipuma. Under turnén till Örebro, Sundsvall och Stockholm spelade Titti Sjöblom Maria Magdalena och Bruno Wintzell Jesus. 
Göteborgsuppsättningen av Jesus Christ Superstar skulle ursprungligen ha inlett sin turné i Oslo, Norge. 23 föreställningar i studenternas kårhus Chateau Neuf, med premiär 3 mars 1972, var planerade. Alla biljetter till premiären i Oslo var redan slutsålda, när Röd Front, en militant maoistgrupp inom Det Norske Studentersamfund, riktade hot om sabotage mot den svenska uppsättningen. "Vi vill inte ha JCS till Norge av ideologiska skäl", förklarar Nils Lilledahl, styrelsemedlem i Röd Front, i en intervju. "Biljettpriserna till föreställningen är alldeles för höga, och med Jesus-operan följer också en osmaklig marknad med Jesus-amuletter, grammofonskivor etc, en ekonomisk vinstaffär som vi starkt motsätter oss." Arrangörerna och producenterna Lasse Schmidt och Yngve Östergaard reste till Oslo för att förhandla, men inför hot om blockad av den tekniska utrustningen tvingades arrangörerna backa och ställa in samtliga föreställningar i Oslo. Lars Schmidt bemötte dock kritiken i en intervju i Dagens Nyheter: "'Superstar' är intellektuell teater".
Det fanns även ett religiöst motstånd mot den nya rockoperan om Jesu sju sista dagar. Biskop Bertil Gärtner, Göteborg, liksom kyrkoherde Ingemar Simonsson, Båstad, var starkt kritiska till rockoperan, och uttalade sig i pressen kring detta, och religiösa grupper demonstrerade med plakat utanför Scandinavium i anslutning till föreställningarna av Jesus Christ Superstar.

## Album
Jesus Christ Superstar (1972, svensk ensemble) är ett album utgivet på Philips 1972. Sångerna på albumet sjungs av ensemblen i den svenska originaluppsättningen (1972) av Andrew Lloyd Webbers och Tim Rices rockopera Jesus Christ Superstar. 
Jesus spelades ursprungligen av Peter Winsnes i den svenska uruppsättningen på Scandinavium i Göteborg. På turnén, liksom på Johanneshovs isstadion i Stockholm, spelades Jesus av Bruno Wintzell, som också sjunger Jesus på den svenska dubbel-LP:n, inspelad i Stockholm 1972. Andra artister som medverkade i den svenska uppsättningen: Agnetha Fältskog som Maria Magdalena., Arne Jansson som Judas, Örjan Ramberg som Herodes, Bernt Henziger som Pontius Pilatus.
Den svenska premiären i regi av den amerikanske regissören Roger Sullivan, gick av stapeln den 18 februari 1972 på Scandinavium i Göteborg, och de nio föreställningarna satte ett "oslagbart svenskt rekord" genom att föreställningen spelades för totalt 74 000 personer.

## Rollista (album)
- Judas: Arne Jansson
- Jesus: Bruno Wintzell
- Maria Magdalena: Agnetha Fältskog
- Präst: Håkan Mohede
- Kaifas: Carl-Johan Sacklén
- Hannas: Hasse Jenbratt
- Simon: Dan Tillberg
- Pontius Pilatus: Bernt Henziger
- Petrus: Göran Runfelt
- Herodes: Örjan Ramberg
- Kvinnan vid Bålet: Elisabeth Barkstedt
- Gammal man: Bo Maniette
- Ensemble: Stefan Ahlquist, Leif Axel, Lars-Åke Bly, Ylva Bång  Kersti Fernström, Kerstin Fält, Tommy Hansson, Linda Hellström[7], Funny Holmerin, Gert Honnér, Inga Jansson, Adele Lipuma, Bengt Lundblad, Moa Myrén, Anita Nyman, Lars Nellde, Jan Petrus, Tomas Paulson, Björn Pousette, Karin Samuelson, Titti Sjöblom, Jon Wijk.

## Låtlista

### LP 1
1. "Ouvertyr 4:05
2. " Ditt Folk Har Du Förlett 4:00 (Judas)
3. " Vad Står På?/Hon Går På Gatan 4:44 (Jesus, Judas, lärjungarna, kvinnor och män)
4. " Nu Ska Du Bli Stilla 4:20 (Maria Magdalena, Judas,lärjungarna, kvinnor och män)
5. " Jesus Må Dö 3:25 (Kaifas, Hannas, präster och deras följe)
6. " Hosianna 2:00 (Kaifas, Jesus och ensemble)
7. " Simon Ivraren/Ack, Mitt Jerusalem 4:42 (Simon, Jesus och ensemble)
8. " Pilatus Dröm 1:35 (Pilatus)
9. " I Templet 4:38 (Jesus och ensemble)
10. " Allting Är Allright 0:28 (Maria Magdalena)
11. " Vart Ska Min Kärlek Föra 3:24 (Maria Magdalena och Jesus)
12. " Dömd För Alltid 6:03 (Judas, Hannas, Kaifas och prästerna)

### LP 2
1. " Nattvarden 6:55 (Jesus, Judas och lärjungarna)
2. " I Getsemane 6:12 (Jesus)
3. " Jesus Fängslas 3:18 (Petrus, Jesus, lärjungarna, Reporter, Kaifas och Hannas)
4. " Petrus Förnekar Jesus 1:20 (Petrus, Kvinnan vid Bålet, en soldat, En gammal man och Maria Magdalena)
5. " Inför Pilatus 2:50 (Pilatus, Soldater, Jesus och ensemble)
6. " Herodes Sång 2:58 (Herodes)
7. " Judas Död 4:58 (Judas, Johannes och Kaifas)
8. " Åter Inför Pilatus 6:34 (Pilatus, Kaifas, Jesus och ensemble)
9. " Superstar 4:03 (Judas röst och ensemble)
10. " Korsfästelsen 4:05 (Jesus och ensemble)
11. " Johannes Evangelium, Kap. 19, Vers 41 2:20

## Utgivning
- LP: 1972  Philips 6675 002
- CD: 1995  Royal Records 19950001

## Galleri

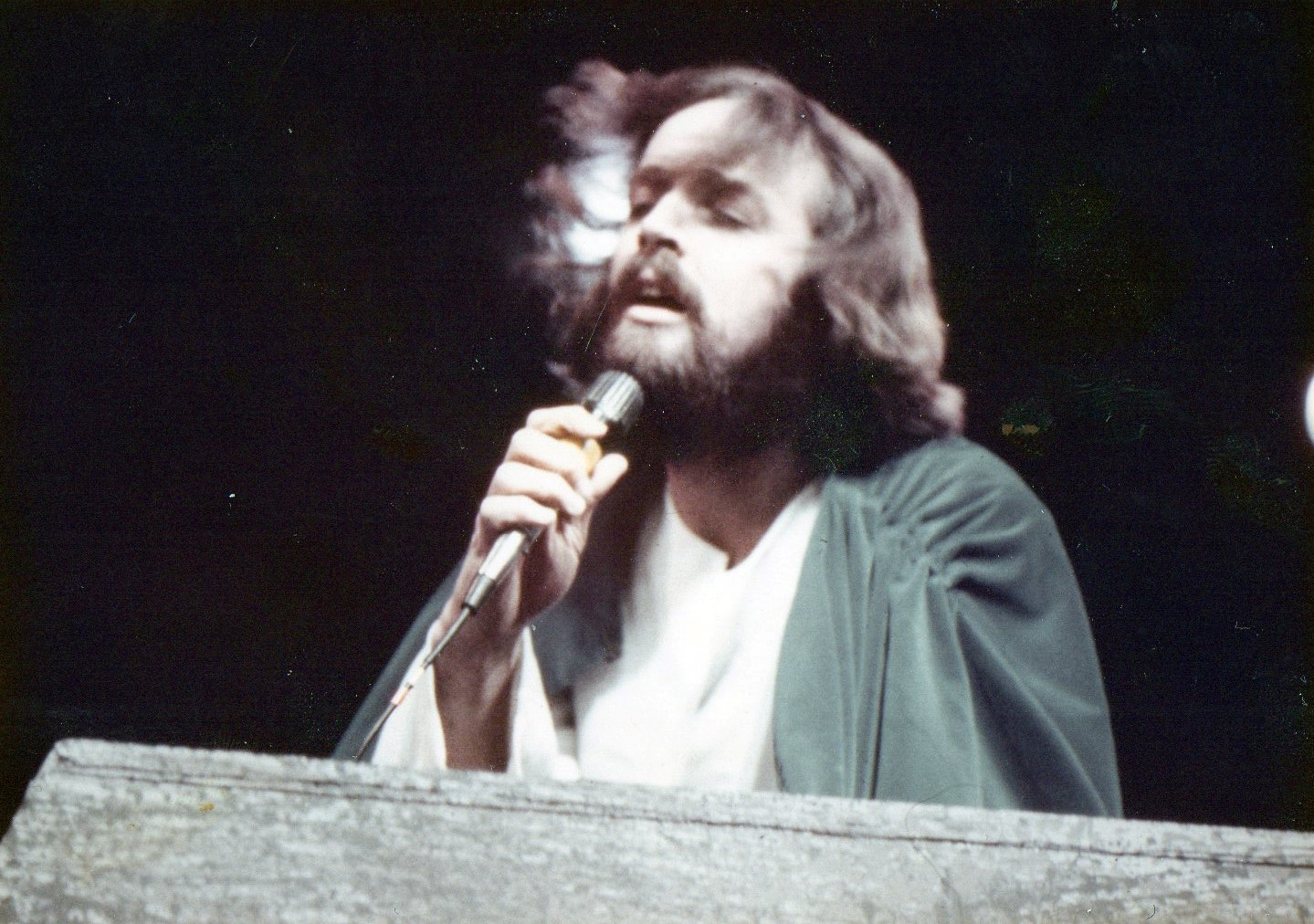
Peter Winsnes som Jesus.
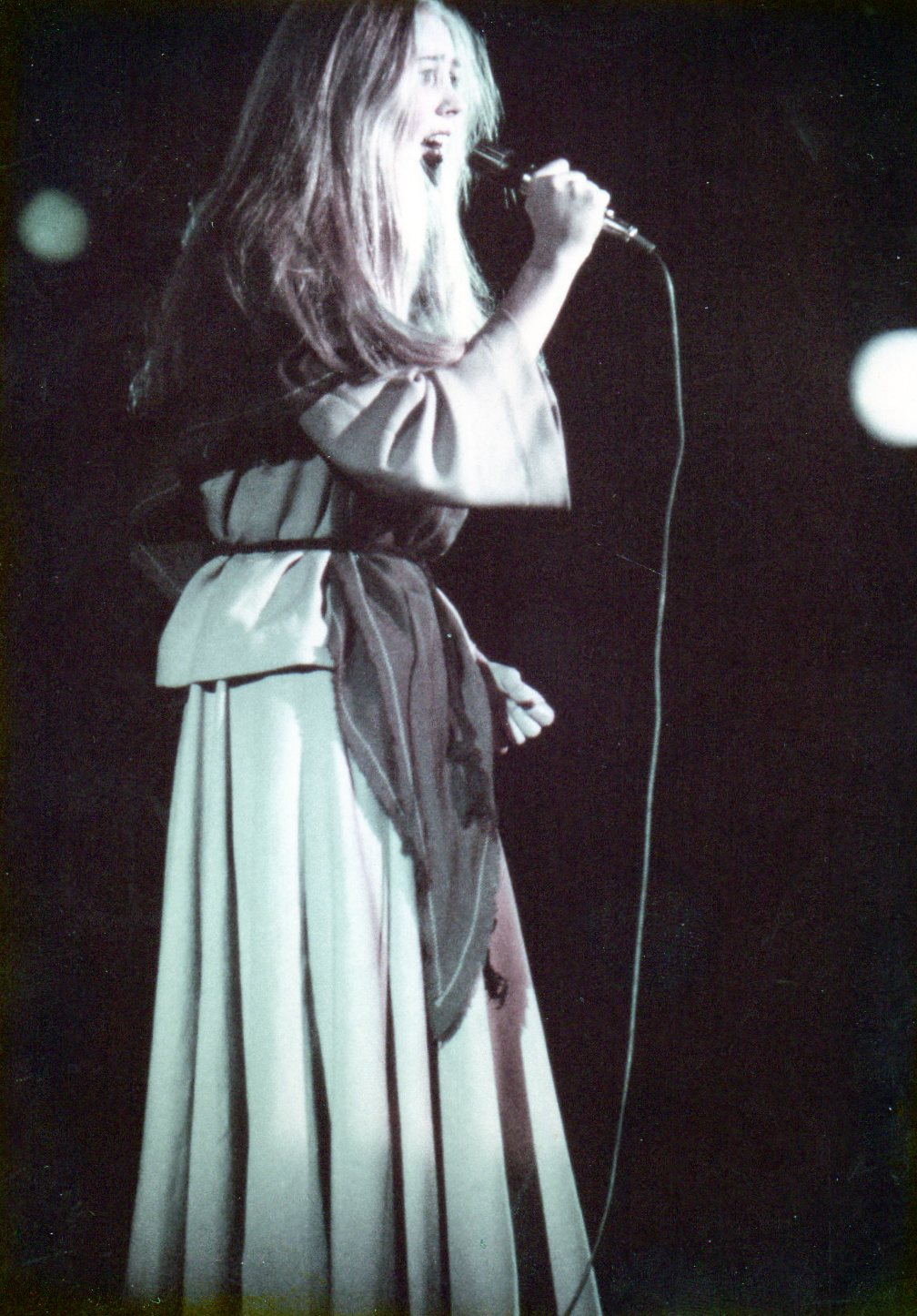
Titti Sjöblom som Maria Magdalena.
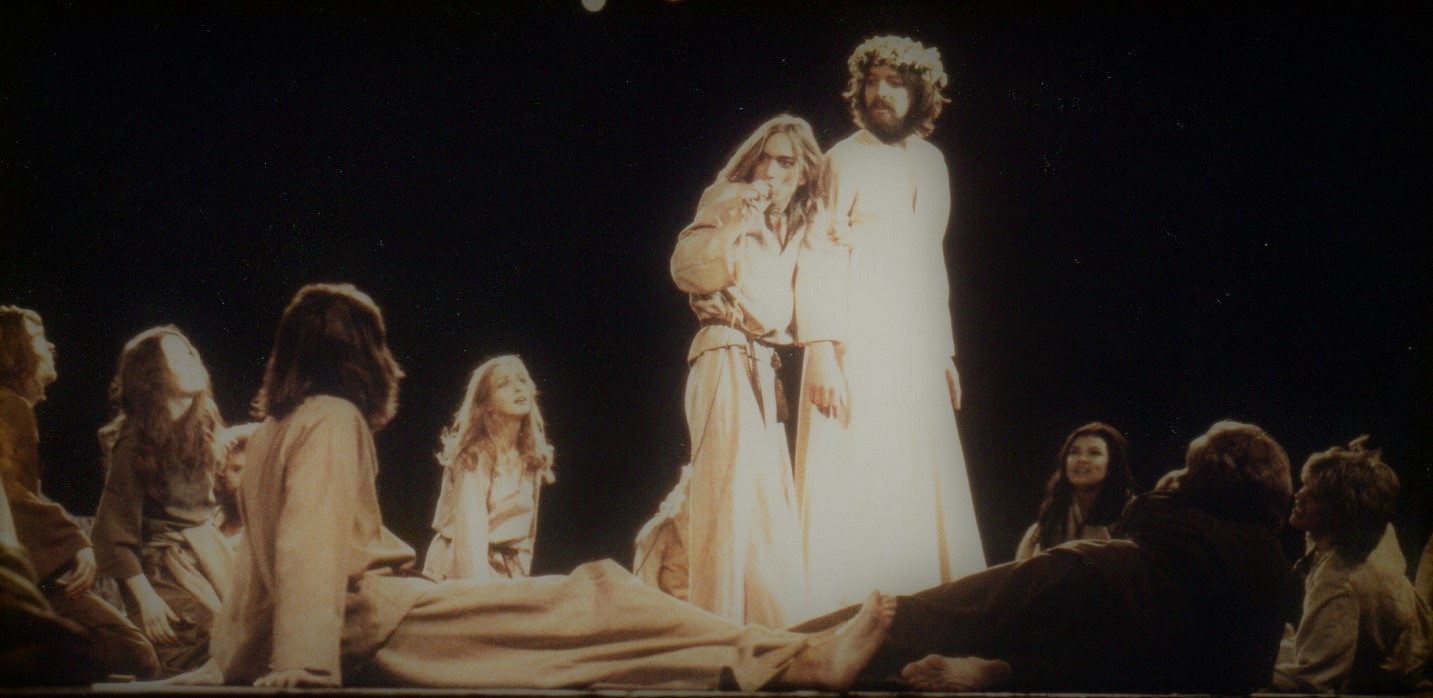
Jesus, Simon och lärjungarna.
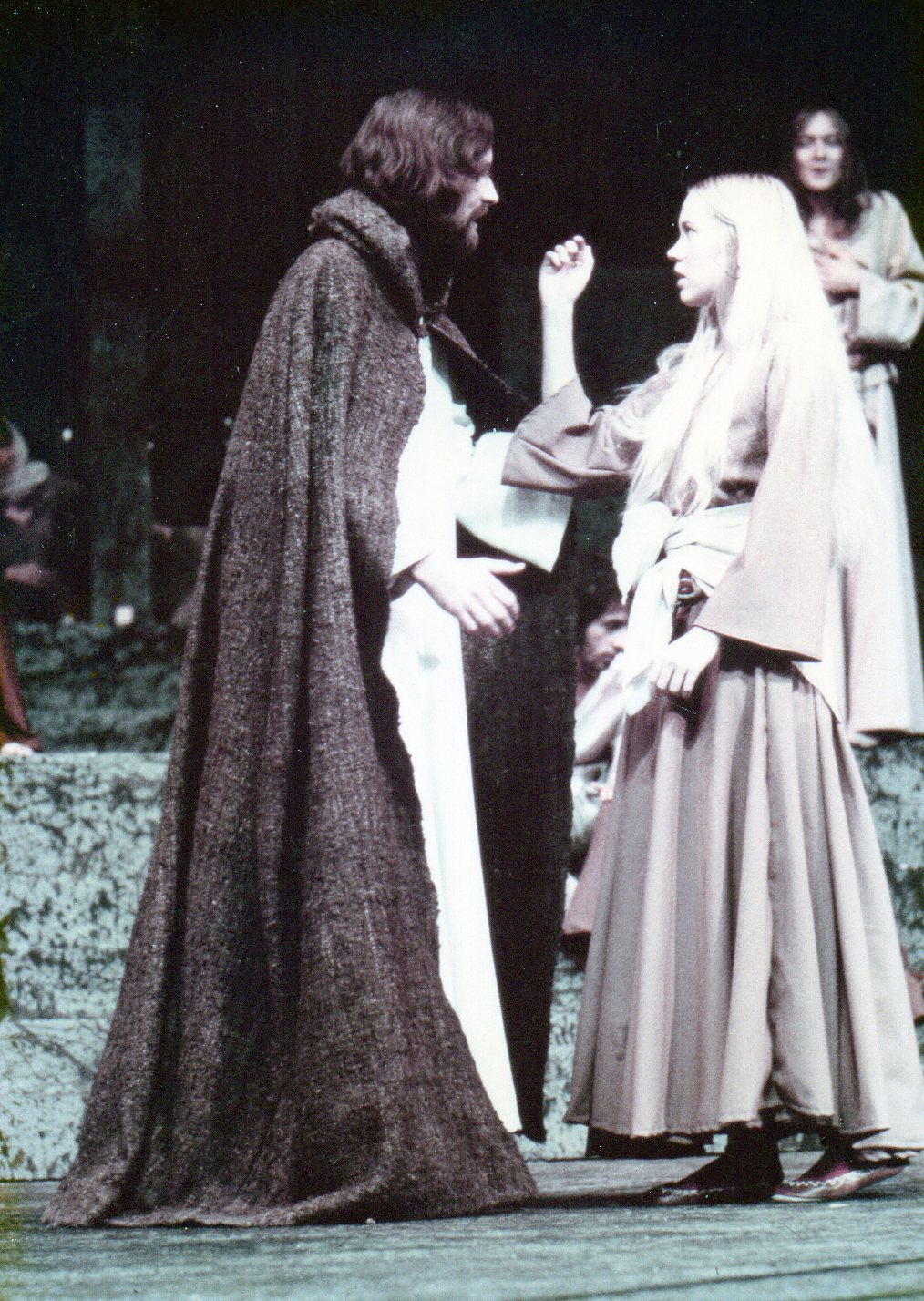
Jesus (Peter Winsnes) möter Maria Magdalena (Agnetha Fältskog).
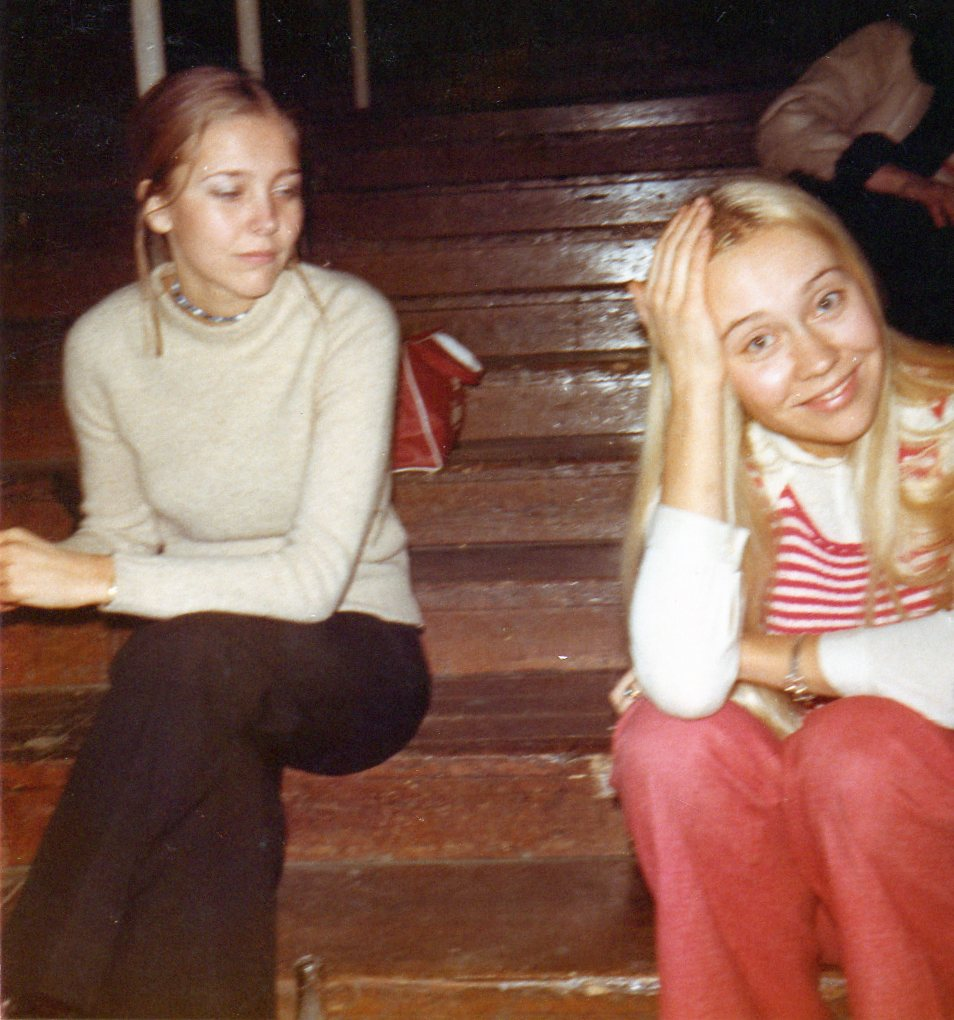
Titti Sjöblom och Agnetha Fältskog mellan repetitioner.
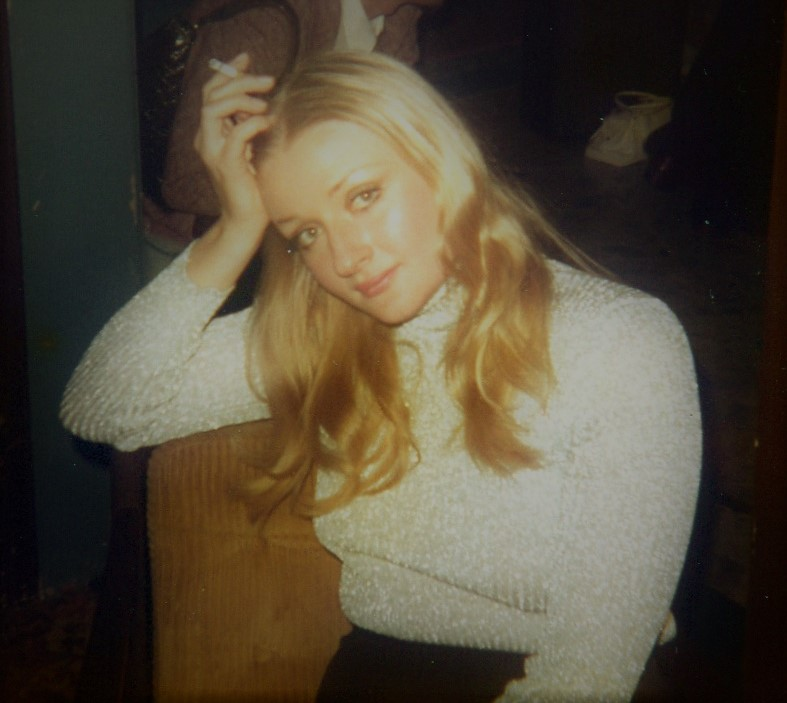
Marianne Mörck mellan repetitioner.
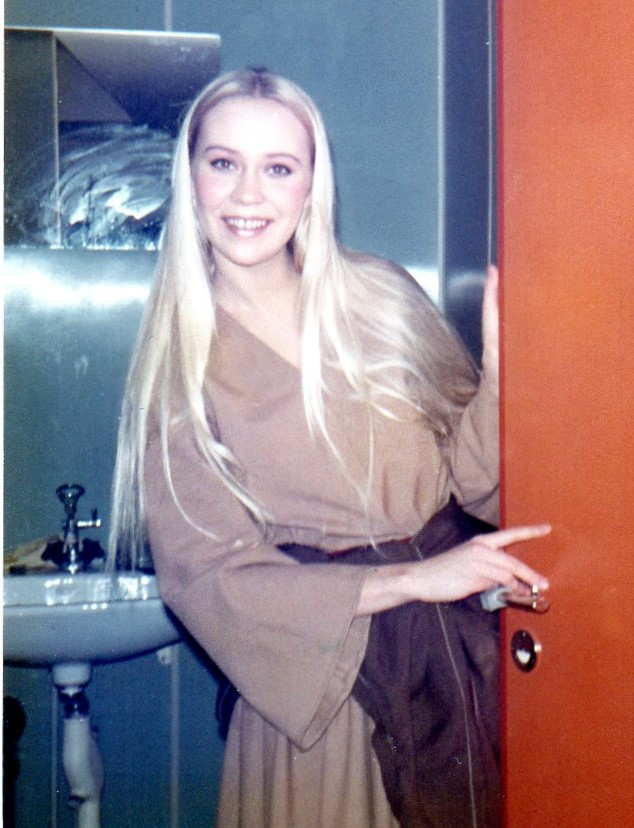
Agnetha Fältskog på Scandinavium mellan repetitionerna.
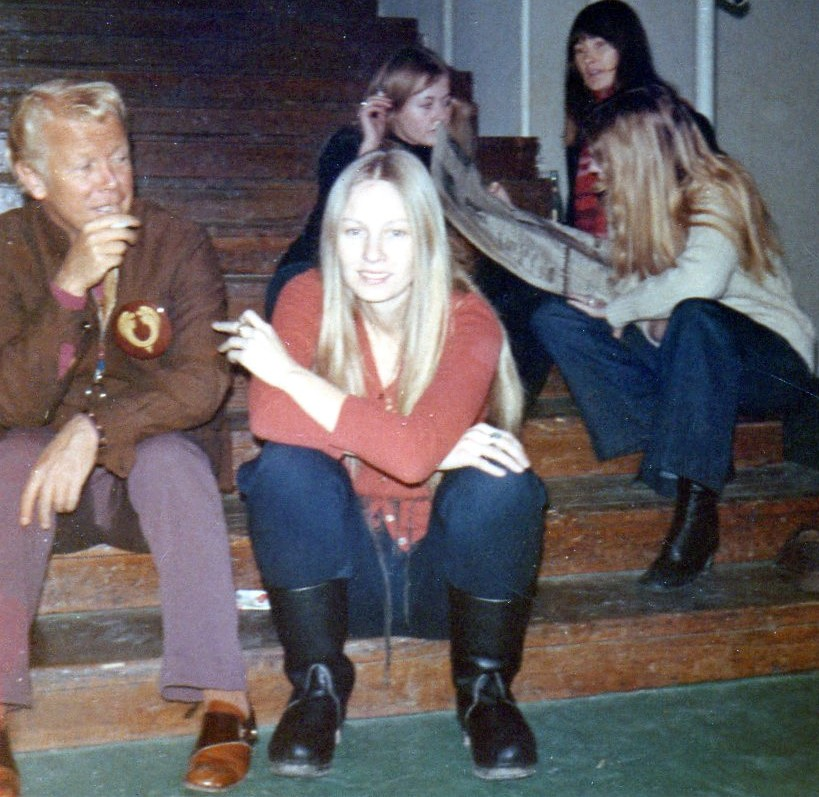
Regissören Roger Sullivan & koreografen Rhonda Coullet.
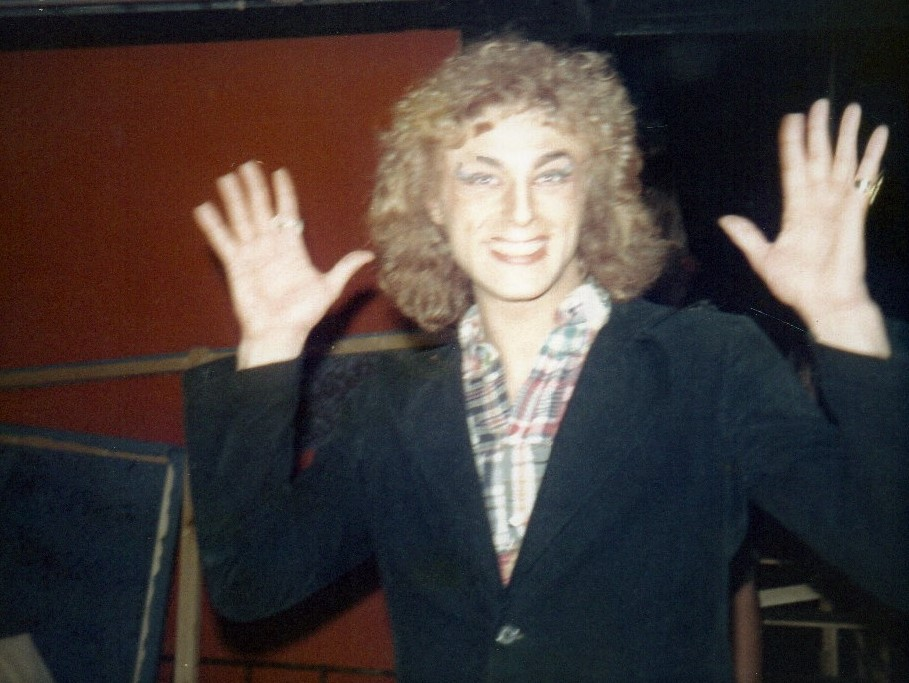
Örjan Ramberg, som spelade Herodes.
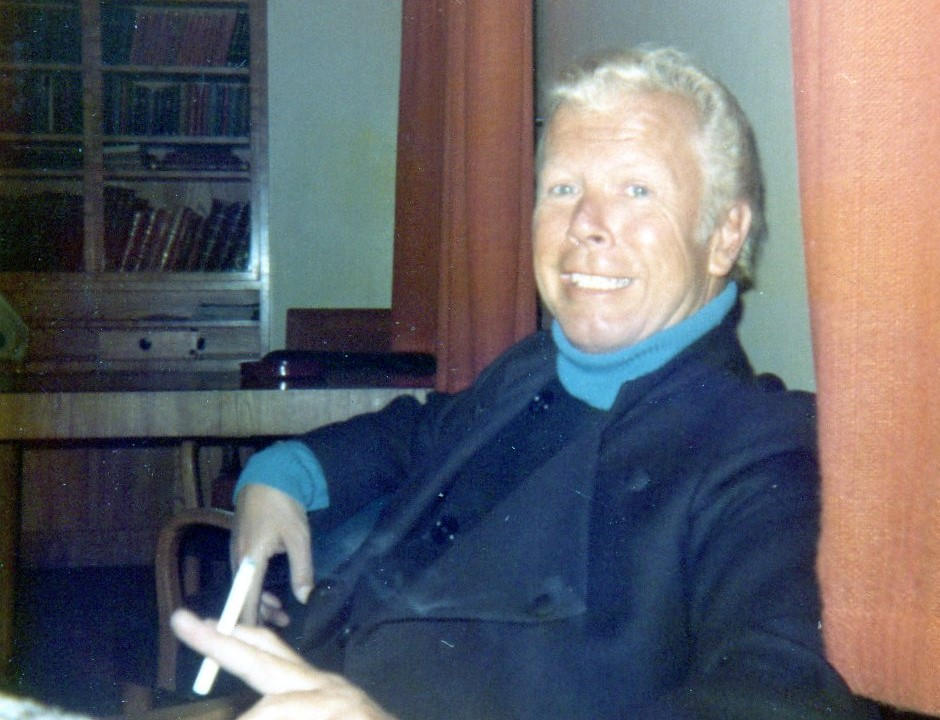
Roger Sullivan, regissör till uppsättningen.